# Zealandia Bank
Zealandia Bank składa się z dwóch skalistych szczytów oddalonych od siebie o 1,5 km. Jeden osiąga wysokość około 1 m w czasie odpływu. Drugi szczyt zwykle nie wynurza się. Znajdują się one 11 mil morskich (20 km) na północ-północny wschód od Sarigan, pomiędzy Sarigan i Guguan, ale ze względu na ich niewielkie rozmiary, nie są one wymienione w większości map.

## Geografia
Zealandia Banks są częścią podwodnego wulkanu. W 2004 r. badania przeprowadzone przez NOAH odkryły aktywne fumarole, co świadczy o ewentualnej aktywności wulkanicznej.
Zealandia Bank została nazwana w 1858 r. na cześć brytyjskiej barki ZEALANDIA. Obszar ten jest częścią terytorium Marianów Północnych.

## Literatura
- Russell E. Brainard et al.: Coral reef ecosystem monitoring report of the Mariana Archipelago: 2003–2007. (=PIFSC Special Publication, SP-12-01) NOAA Fisheries, Pacific Islands Fisheries Science Center 2012